# Tramvia Blau
Il Tramvia Blau è un tram della parte alta della città di Barcellona gestito da TMB; unisce la stazione di Avinguda Tibidabo, che è il capolinea della linea L7 di FGC, con il terminal basso della funicolare del Tibidabo.
Inaugurato nel 1901, per iniziativa del filantropo Salvador Andreu i Grau che aveva promosso il parco dei divertimenti di Tibidabo, durante il suo secolo di vita ha subito due importanti ristrutturazioni nel 1922 e nel 1958.
Fino all'inaugurazione del Trambaix era l'unica linea tranviaria rimasta in tutta Barcellona dopo la sostituzione dei tram da parte degli autobus negli anni sessanta e settanta del Novecento.
Il Tram Blau oggi svolge una funzione per lo più turistica, per questo motivo non è integrato con le altre linee del trasporto urbano e ha una sua speciale tariffa.